# Boudewijn Koole
Boudewijn Koole est un réalisateur, producteur, scénariste, monteur néerlandais né à Leyde.

## Filmographie
Comme réalisateur
- 2002 : Waan (documentaire)
- 2004 : Zooey (documentaire télévisuel)
- 2007 : Trage liefde
- 2009 : Maïté est passée par ici (Maité was hier)
- 2011 : Little Bird (Kauwboy)
- 2012 : Off Ground (court métrage)
- 2015 : Beyond Sleep
- 2016 : Sonate pour Roos (Verdwijnen)